# Dragomir Bečanović
Dragomir Bečanović (Nikšić, 1965. február 10. –) világbajnok jugoszláv válogatott montenegrói cselgáncsozó.

## Pályafutása
1965. február 10-én született Nikšićben. Harmatsúlyban versenyzett. Az 1987-es párizsi Európa-bajnokságon ezüstérmet szerzett. Az 1988-as szöuli olimpián a kilencedik helyen végzett. Az 1989-es belgrádi világbajnokságon aranyérmes lett. Ebben az évben az év jugoszláv sportolójának választották és elnyerte a DSL Sport magazin Aranyjelvényét (Zlatna značka) is.

## Sikerei, díjai
- Aranyjelvény (1989)
- Világbajnokság – 65 kg
  - aranyérmes: 1989
- Európa-bajnokság – 63 kg
  - ezüstérmes: 1987